# Marianka
Marianka és un poble i municipi d'Eslovàquia que es troba a la regió de Bratislava, a l'extrem occidental del país, prop de la frontera amb Àustria.

## Demografia
| Godina             | 1994 | 2004    | 2014    | 2024    |
| ------------------ | ---- | ------- | ------- | ------- |
| Nombre de persones | 927  | 1037    | 1714    | 2341    |
| Diferència         |      | +11,86% | +65,28% | +36,58% |

| Godina             | 2023 | 2024   |
| ------------------ | ---- | ------ |
| Nombre de persones | 2332 | 2341   |
| Diferència         |      | +0,38% |